# Saint-Christol (Ardèche)
Saint-Christol is een gemeente in het Franse departement Ardèche (regio Auvergne-Rhône-Alpes) en telt 112 inwoners (2009). De plaats maakt deel uit van het arrondissement Tournon-sur-Rhône.
Saint-Christol omvat een aantal gehuchten zoals La Théoule, La Fauritte, Echarlives en Talaron.

## Geografie

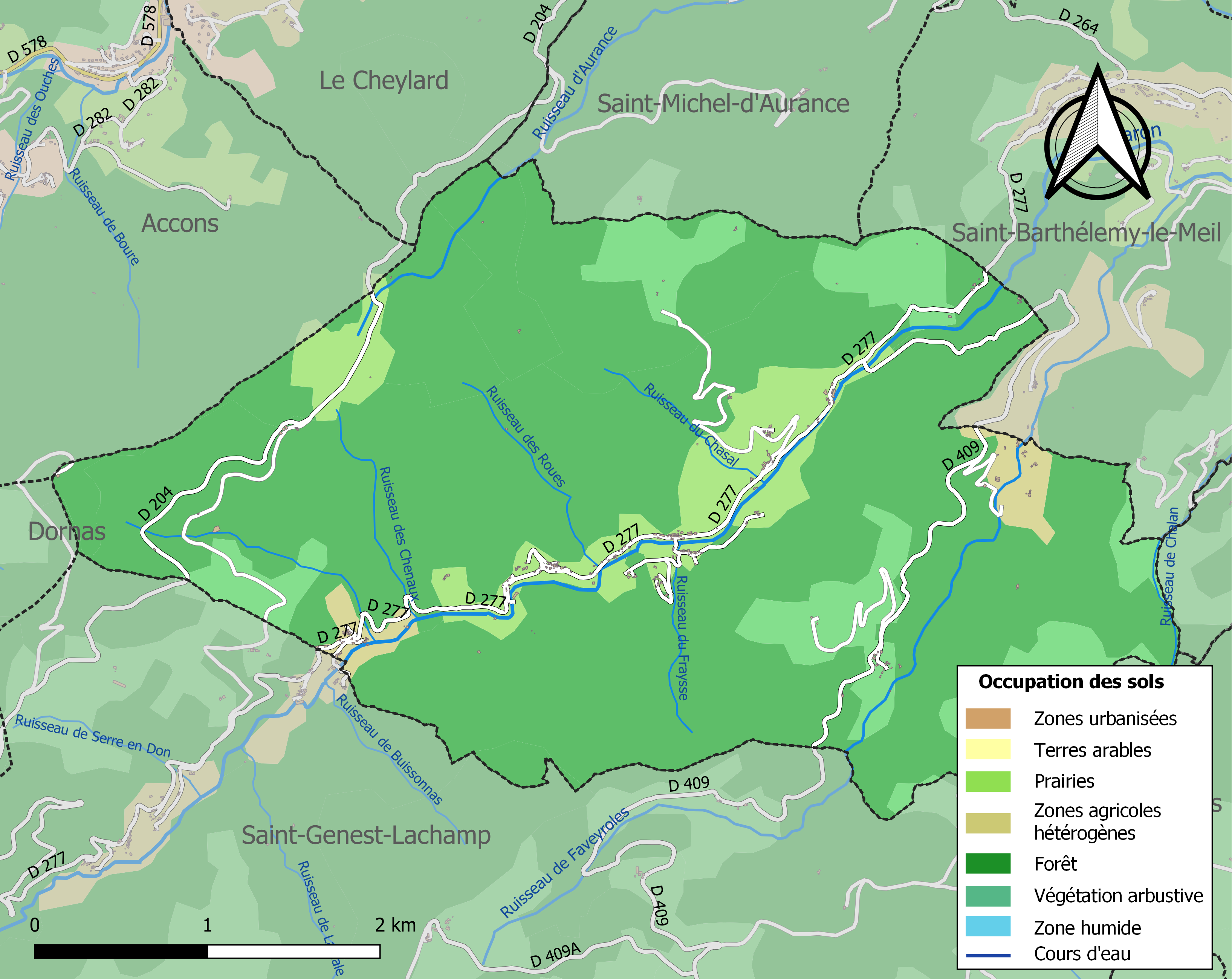
Kaart van de gemeente met belangrijkste infrastructuur, bodemgebruik en omliggende gemeenten

De oppervlakte van Saint-Christol bedraagt 14,5 km², de bevolkingsdichtheid is dus 7,7 inwoners per km².

## De omgeving
Wandelend langsheen de Talaron wordt u zeker gecharmeerd door de lieflijke landschappen en de wilde fauna en flora. Het is geen toeval dat Saint-Christol zich situeert in het hart van het Parc Naturel Régional des Monts d’Ardèche.
Overal in de vallei ziet men rond de dorpen heuvels begroeid met brem, sylvestersparren, beuken, wilde kersen en vele andere planten. Tijdens uw wandeling kan u vele dieren tegenkomen vooral vogels zoals de Vlaamse Gaai, buizerd, ekster, waterspreeuw, reigers en talrijke soorten mezen en vinken, maar u kan net zo goed plots oog in oog staan met een vos , ree of das. En soms bij valavond ziet men weleens de overbekende “sanglier” het everzwijn dus.
In Saint-Christol vindt men ook nog vele sporen van de oude agrarische activiteit namelijk de oogst van kastanjes die in onze tijd meer een luxeproduct zijn en verkocht worden onder de vorm van meel, pasta, enz.. maar in vroegere tijden hebben de mensen van de vallei de vaak strenge winters alleen kunnen overleven dankzij de kastanjes. Nog zeer goed zichtbaar in het landschap zijn naast de kastanjeplantages de terrassen waar in vroegere tijden moerbei werd gekweekt om de zijderupsen te voeden.
In la Chirouze is men sedert 2002 begonnen met het kweken en verzamelen van oude inheemse appel-, peren- en kersenrassen teneinde deze soorten te bewaren voor het nageslacht.

## Demografie
Onderstaande figuur toont het verloop van het inwonertal (bron: INSEE-tellingen).

## Geschiedenis
Gelegen in de vallei van de Talaron. In St. Christol werden de ideeën van de Reformatie al heel vroeg omarmd. De ‘Route des Dragonnades’ loopt door de gemeente. Deze weg, die Le Cheylard en Saint-Pierreville verbond, werd aangelegd onder Lodewijk XIV om de doorgang van de « Dragons « te vergemakkelijken. De Dragons waren koninklijke troepen die gelegerd werden bij protestantse inwoners teneinde dezen te bekeren tot het katholisisme.
Het kasteel van Mirabel daterend uit de 18de eeuw , maar waarvan de funderingen veel ouder zijn, werd ook bezet door de Dragonds tijdens de godsdienstoorlogen (de eigenaren van het kasteel waren protestants).
De huidige kerk met een klok uit 1685 is een oude kerk waarvan geschreven bronnen zijn teruggevonden uit de 15de eeuw, werd toegewezen aan de protestanten door Napoleon I in 1807.
In het dorp zijn er nog oude broodovens (zowel privé als publiek) terug te vinden (o.a. in St. Christol, le Roure, Echarlives, La Théoule). Langs de Talaron zijn er nog resten van dammen en kanalen waarlangs het water werd geleid om de velden te bevloeien maar ook om de vele zijdemolens te laten werken
Langs de oever van de rivier vindt men nog Moulinages (zijdemolens) (Gourdolives, la Fauritte, la Théoule) die een belangrijke bron van tewerkstelling waren voor de inwoners in vroegere tijden. In de 19de eeuw had de gemeente nog 1000 inwoners. Het is in die tijd dat er scholen, een feestzaal en vele huizen werden gebouwd. Nu zijn er nog ongeveer 100 inwoners.
Op 11 november 2005 werd een monument opgericht voor de 55 gesneuvelden uit de twee Wereldoorlogen.